# Йоханес Визе
Йоханес Визе (на немски: Johannes Wiese) е немски въздушен ас от Втората световна война, който служи в Луфтвафе от 1935 г. до края на войната на 8 май 1945 г. През 1956 г. се присъединява към Бундесвера и успява да достигне звание подполковник (на немски: Oberstleutnant). Оттегля се от служба на 30 ноември 1970 г.

## Биография

### Втора световна война (1939 – 1945)
Най-успешният му ден е 5 юли 1943 г., когато сваля 12 вражески самолета в една мисия.
На Визе официално са потвърдени 133 победи, постигнати от 480 бойни мисии. Освен това той има още 25 непотвърдени победи. Между тях са победите над 70 щурмовика Ил-2. Съветските пилоти се отнасят с голям респект към Визе, наричайки го „Кубанския лъв“.
На 1 декември 1944 г., Визе е назначен за ескадрен комодор (на немски: Geschwaderkommodore) на JG 77. Само три седмици по-късно е тежко ранен при скок с парашут след битка с британски Спитфайъри – катапултира на височина над 9000 метра, а парашутът му се разкъсва на 80 м над земята. Прекарва останалата част от зимата в болница и е заменен като комодор от Ерих Лайе. В края на войната се предава на американските войски, но е освободен от плен едва няколко седмици по-късно. Все пак, разпознат и предаден на съветските власти от немските комунисти, след септември 1945 г. Визе прекарва над 4 години в съветски военнопленнически лагери.
Умира на 19 август 1991 г. в град Кирхцартен, Югозападна Германия и е погребан в Берлин, квартал Николасзе.

## Военна декорация
| - Германски „Бокал на честта“ на Луфтвафе (6 ноември 1942) - Фронтова тока на Луфтвафе за извършени мисии (?) – златна (?) - Орден „Германски кръст“ (1943) – златен (8 февруари 1943) - Германски орден „Железен кръст“ (1939) – II (27 септември 1941) и I степен (1 май 1942) | - Рицарски кръст с дъбови листа - Носител на Рицарски кръст (5 януари 1943) - Носител на Дъбови листа № 418 (2 март 1944) |